# Chautauqua Symphony Orchestra
Das Chautauqua Symphony Orchestra (CSO) ist ein amerikanisches Sommer-Orchester der Chautauqua Institution im US-amerikanischen Bundesstaat New York, das 1929 gegründet wurde und im gleichnamigen Freizeitpark in jedem Sommer, meist dienstags, donnerstags und samstags, ein neunwöchiges Gastspiel gibt. Zusammengesetzt ist das Orchester ausschließlich aus Musikern professioneller Orchester aus den USA, wobei praktisch alle Geiger die Konzertmeister ihrer eigenen Klangkörper sind und damit für die hohe Qualität des CSO bürgen. Einige der Musiker sind schon seit mehr als 45 Jahren Mitglieder des Orchesters. Außer den Standard-Konzerten unterstützt es auch die Chautauqua Ballet Company und Chautauqua Opera Young Artists musikalisch.
Albert Stoessel war der erste Musikdirektor des Orchesters von 1929 bis zu seinem Tod 1943. Seit 2015 ist Rossen Milanov Musikdirektor, ausgestattet mit einem Vertrag von fünf Jahren Laufzeit.

## Music directors
- Albert Stoessel (1929–1943)
- Franco Autori (1943–1953)
- Walter Hendl (1953–1972)
- Sergiu Comissiona (1977–1980)
- Varujan Kojian (1980–1984)
- Joseph Silverstein (1986–1990)
- Uri Segal (1990–2007)
- Stefan Sanderling (2007–2010)
- Rossen Milanov (2015–   )